# Orthogonale Polynome
Unter orthogonalen Polynomen versteht man in der Mathematik eine unendliche Folge von Polynomen
{\displaystyle P_{0}(x),P_{1}(x),P_{2}(x),\dotsc },
die orthogonal bezüglich eines {\displaystyle L^{2}}-Skalarproduktes sind.

## Definition
Sei {\displaystyle \mu } ein Borel-Maß auf {\displaystyle \mathbb {R} } und betrachte man den Hilbertraum {\displaystyle L^{2}(\mathbb {R} ,d\mu )} der bezüglich {\displaystyle \mu } quadratintegrierbaren Funktionen mit dem Skalarprodukt
{\displaystyle \langle f,g\rangle =\int _{\mathbb {R} }{\overline {f(x)}}g(x)d\mu (x)}.
Weiter sei {\displaystyle \textstyle \int _{\mathbb {R} }|x|^{n}d\mu (x)<\infty } für alle {\displaystyle n\in \mathbb {N} }. Das ist zum Beispiel der Fall, wenn das Maß einen kompakten Träger besitzt. Insbesondere ist das Maß endlich und man kann ohne Beschränkung der Allgemeinheit {\displaystyle \mu (\mathbb {R} )=1} fordern.
Im einfachsten Fall ist das Maß durch eine nicht-negative Gewichtsfunktion {\displaystyle w(x)} gegeben: {\displaystyle d\mu (x)=w(x)dx}.
Eine Folge von Polynomen {\displaystyle P_{n}}, {\displaystyle n\in \mathbb {N} _{0}}, heißt Folge orthogonaler Polynome, falls {\displaystyle P_{n}(x)} Grad {\displaystyle n} hat und verschiedene Polynome paarweise orthogonal sind:
{\displaystyle \langle P_{m},P_{n}\rangle =0,\qquad m\neq n.}

## Konstruktion
Ist das Maß gegeben, so können die zugehörigen Polynome eindeutig mit Hilfe des Gram-Schmidt'schen Orthogonalisierungsverfahrens aus den Monomen {\displaystyle x^{n}}, {\displaystyle n\in \mathbb {N} _{0}}, konstruiert werden. Dafür genügt es offensichtlich, die Momente
{\displaystyle m_{n}=\int _{\mathbb {R} }x^{n}d\mu (x)}
zu kennen. Die Umkehrung ist als Stieltjes'sches Momentenproblem bekannt.

## Normierung
Es sind verschiedene Möglichkeiten der Normierung in Verwendung. Um diese zu beschreiben, führen wir folgende Konstanten ein:
{\displaystyle h_{n}=\langle P_{n},P_{n}\rangle =\int _{\mathbb {R} }P_{n}(x)^{2}d\mu (x),\qquad {\tilde {h}}_{n}=\langle P_{n}(x),x\,P_{n}(x)\rangle =\int _{\mathbb {R} }x\,P_{n}(x)^{2}d\mu (x)}
und
{\displaystyle P_{n}(x)=k_{n}x^{n}+{\tilde {k}}_{n}x^{n-1}+{\tilde {\tilde {k}}}_{n}x^{n-2}+\dotsb }.
Dann bezeichnet man die Polynome als orthonormal, falls {\displaystyle h_{n}=1}, und als monisch, falls {\displaystyle k_{n}=1}.

## Rekursionsrelation
Orthogonale Polynome erfüllen eine dreistufige Rekursionsrelation
{\displaystyle P_{n+1}(x)=(A_{n}x+B_{n})P_{n}(x)-C_{n}P_{n-1}(x)}
(wobei {\displaystyle P_{-1}(x)=0} im Fall {\displaystyle n=0} zu setzen ist) mit
{\displaystyle A_{n}={\frac {k_{n+1}}{k_{n}}},\quad B_{n}=\left({\frac {{\tilde {k}}_{n+1}}{k_{n+1}}}-{\frac {{\tilde {k}}_{n}}{k_{n}}}\right)A_{n}=-{\frac {{\tilde {h}}_{n}}{h_{n}}}A_{n},\quad C_{n}={\frac {A_{n}{\tilde {\tilde {k}}}_{n}+B_{n}{\tilde {k}}_{n}-{\tilde {\tilde {k}}}_{n+1}}{k_{n-1}}}={\frac {A_{n}}{A_{n-1}}}{\frac {h_{n}}{h_{n-1}}},}
und den Konstanten {\displaystyle h_{n},k_{n},{\tilde {k}}_{n},{\tilde {\tilde {k}}}_{n}} aus dem vorherigen Abschnitt.
Die Rekursionsrelation kann auch äquivalent in der Form
{\displaystyle a_{n}P_{n+1}(x)+b_{n}P_{n}(x)+c_{n}P_{n-1}(x)=x\,P_{n}(x)}
mit
{\displaystyle a_{n}={\frac {k_{n}}{k_{n+1}}},\quad b_{n}={\frac {{\tilde {k}}_{n}}{k_{n}}}-{\frac {{\tilde {k}}_{n+1}}{k_{n+1}}}={\frac {{\tilde {h}}_{n}}{h_{n}}},\quad c_{n}={\frac {{\tilde {\tilde {k}}}_{n}-a_{n}{\tilde {\tilde {k}}}_{n+1}-b_{n}{\tilde {k}}_{n}}{k_{n-1}}}=a_{n-1}{\frac {h_{n}}{h_{n-1}}},}
geschrieben werden.
Speziell im Fall von orthonormalen Polynomen, {\displaystyle h_{n}=1}, erhält man eine symmetrische Rekursionsrelation {\displaystyle c_{n}=a_{n-1}} und die orthonormalen Polynome erfüllen genau die verallgemeinerte Eigenvektorgleichung des zugehörigen Jacobi-Operators. Das Maß {\displaystyle d\mu } ist das Spektralmaß des Jacobi-Operators zum ersten Basisvektor {\displaystyle \delta _{1,n}}.

## Christoffel–Darboux-Formel
Es gilt
{\displaystyle \sum _{m=0}^{n}{\frac {P_{m}(x)P_{m}(y)}{h_{m}}}={\frac {k_{n}}{h_{n}k_{n+1}}}{\frac {P_{n+1}(x)P_{n}(y)-P_{n}(x)P_{n+1}(y)}{x-y}}}
und im Fall {\displaystyle x=y} erhält man durch Grenzwertbildung
{\displaystyle \sum _{m=0}^{n}{\frac {P_{m}(x)^{2}}{h_{m}}}={\frac {k_{n}}{h_{n}k_{n+1}}}{\left(P_{n+1}'(x)P_{n}(x)-P_{n}'(x)P_{n+1}(x)\right)}.}

## Nullstellen
Das Polynom {\displaystyle P_{n}} hat genau {\displaystyle n} Nullstellen, die alle einfach sind und im Träger des Maßes liegen. Die Nullstellen von {\displaystyle P_{n}} liegen strikt zwischen den Nullstellen von {\displaystyle P_{n+1}}.
Normierte orthogonale Polynome lassen sich wie bereits dargestellt mit der dreistufigen Rekursionsformel
{\displaystyle P_{n+1}(x)=(x-\alpha _{n})P_{n}(x)-\beta _{n}P_{n-1}(x)}
beschreiben. Daraus lässt sich die symmetrische Tridiagonalmatrix
{\displaystyle {\begin{pmatrix}\alpha _{0}&{\sqrt {\beta _{1}}}&0&\dots &0\\{\sqrt {\beta _{1}}}&\alpha _{1}&{\sqrt {\beta _{2}}}&\ddots &\vdots \\0&{\sqrt {\beta _{2}}}&\ddots &\ddots &0\\\vdots &\ddots &\ddots &\ddots &{\sqrt {\beta _{n-1}}}\\0&\dots &0&{\sqrt {\beta _{n-1}}}&\alpha _{n-1}\end{pmatrix}}}
herleiten, dessen Eigenwerte mit den Nullstellen von {\displaystyle P_{n}} übereinstimmen. Somit bietet der QR-Algorithmus die Möglichkeit, die Nullstellen näherungsweise zu berechnen.

## Liste von Folgen orthogonaler Polynome
- Gegenbauer-Polynom
- Hahn-Polynom
- Hermitesches Polynom
- Jacobi-Polynom
- Legendre-Polynom
- Laguerre-Polynome
- Macdonald-Polynome
- Tschebyschow-Polynom
- Zernike-Polynom

## Weiterführende Polynom-Begriffe

### Orthogonale Polynome auf dem Einheitskreis
Eine Verallgemeinerung der reellen orthogonalen Polynome sind die orthogonalen Polynome auf Kurven in der komplexen Ebene. In der Regel betrachtet man orthogonale Polynome auf dem Einheitskreis und ein Maß auf einer Teilmenge von {\displaystyle [-\pi ,\pi ]}.

### Multivariable orthogonale Polynome
Multivariable oder multivariate orthogonale Polynome sind orthogonale Polynome in mehreren Variablen {\displaystyle P(x_{1},\dots ,x_{n})}. Ein Beispiel hierfür sind die Macdonald-Polynome.

### Quantenpolynome
Die {\displaystyle q}-orthogonalen Polynome oder Quantenpolynome sind {\displaystyle q}-Analoga der orthogonalen Polynome.

### Orthogonale Polynome mit Matrizen
Dies sind orthogonale Polynome, die Matrizen beinhalten. Die Matrizen können entweder die Koeffizienten {\displaystyle \{a_{i}\}} oder die Unbestimmte {\displaystyle x} sein:
- Variante 1: {\displaystyle P(x)=A_{n}x^{n}+A_{n-1}x^{n-1}+\cdots +A_{1}x+A_{0}}, wobei die {\displaystyle \{A_{i}\}} {\displaystyle p\times p}-Matrizen sind.
- Variante 2: {\displaystyle P(X)=a_{n}X^{n}+a_{n-1}X^{n-1}+\cdots +a_{1}X+a_{0}I_{p}}, wobei {\displaystyle X} eine {\displaystyle p\times p}-Matrix und {\displaystyle I_{p}} die Einheitsmatrix ist.

### Sobolevsche orthogonale Polynome
Dies sind orthogonale Polynome bezüglich einem sobolevschen inneren Produktes, das heißt ein inneres Produkt mit Ableitungen. Die Polynome verlieren dadurch im Allgemeinen einige attraktive Eigenschaften der klassischen orthogonalen Polynome.